# Johann Otto Donner
Johann Otto Donner (* 27. Oktober 1808 in Altona; † 16. Februar 1873 ebenda) war ein Konteradmiral der preußischen Marine.

## Dänische, britische und Handelsmarine
Der in dem unter dänischer Regierung stehenden Schleswig-Holstein geborene Donner trat 1822 als Seekadett in die dänische Marine ein. 1827 wurde er zum Secondeleutnant befördert. Von 1829 bis 1831 diente er als freiwilliger Leutnant zur See in der britischen Royal Navy. Von 1831 bis 1840 fuhr er als Kapitän eines dänischen Handelsschiffs, das in Westindien eingesetzt war. 1840 kehrte er in den Dienst der dänischen Marine zurück und wurde Kommandant eines Schoners. 1842 übernahm er das Kommando über die in Schleswig-Holstein eingesetzten Zollkreuzer und wurde 1846 zum Kapitänleutnant befördert.

## Schleswig-Holsteinische Marine und Reichsflotte

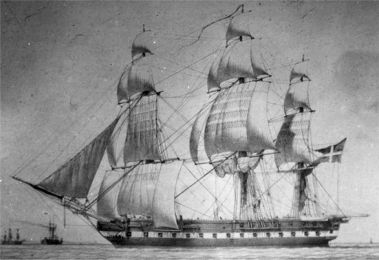
Fregatte Gefion/Eckernförde

Bei Ausbruch des Schleswig-Holsteinischen Krieges im März 1848 trat er in die Schleswig-Holsteinische Marine über und wurde zunächst Kommandant des Schoners Elbe, der schon zuvor zu seinem Kommandobereich gehört hatte. Im Winter 1848/49 war er an der Seeoffizierschule tätig. Zugleich wurde er Mitglied der technischen Marinekommission der Provisorischen Zentralgewalt in Frankfurt unter Prinz Adalbert von Preußen und Karl Rudolf Brommy. Im Februar 1849 übernahm er im Dienstgrad Capitän (entsprechend Fregattenkapitän) kurzzeitig den Oberbefehl über die Schleswig-Holsteinische Marine.
Nachdem im Gefecht bei Eckernförde die dänische Segelfregatte Gefion in deutsche Hände gefallen war, übernahm Donner am 11. April 1849 das Kommando über dieses Schiff, das in Eckernförde umbenannt wurde, und wurde er zum Kapitän zur See befördert. Da die Fregatte nicht in die Schleswig-Holsteinische Marine, sondern in die Reichsflotte eingegliedert wurde, trat auch Donner im April 1849 in deren Dienste über. Im Juni 1849 wurde er für die Überführungsfahrt von Liverpool nach Bremerhaven Kommandant der Dampffregatte Hansa und trat am 5. Oktober 1849 anlässlich der normalen herbstlichen Deaktivierung der Flotte in den Ruhestand. Er leistete danach Dienst bei der Marineabteilung der Bundeszentralkommission.

## Preußische Marine
Von 1850 bis 1852 wurde Donner zum Dienst in der preußischen Marine als Kapitän zur See beurlaubt und führte bis Ende 1851 nacheinander die Schiffe Amazone (bis Oktober 1850) und Mercur. Im Dezember 1851 übernahm er die Leitung des Marinelehrinstituts. Nach der Entlassung aus dem Dienst der Reichsflotte wurde Donner 1852 offiziell als Kapitän zur See in die preußische Marine übernommen. Er leistete fortan Landdienst in Danzig als Leiter des Marinedepots, Chef der Marinestation der Ostsee und Oberwerftdirektor der Danziger Marinewerft.
Zwischenzeitlich übernahm er von April 1858 bis September 1859 noch einmal das Kommando über die nunmehr rückbenannte Gefion. Nach seinem Eintritt in den Ruhestand wurde ihm am 31. Mai 1862 der Charakter als Konteradmiral verliehen. Donner starb 1873.

## Verweise